# Часовня Боголюбской иконы Божией Матери (Таруса)
Часовня Боголюбской иконы Божией Матери — небольшое культовое сооружение Русской православной церкви в Тарусе, находится под Воскресенской горой в Игумновом овраге (район улиц Каляева и Ефремова), в одном из немногочисленных мест в городе, где имеют естественный выход подземные воды.
Здание часовни представляет собой каменный (кирпичный) побелённый четверик на фундаменте из бутового камня под двускатной крышей, частично врытый в крутой склон оврага. Фасад украшен растительным и животными орнаментами, солярными знаками в древнерусском стиле, поясом поребрика. На фасаде три, завершаемых полукругом, зарешетченных окна. Входная дверь стилизована под старинную кованную. Над входом установлена керамическая икона Боголюбской Божьей Матери. Сверху икону осеняет русский крест и стилизованное навершие. Часовню также венчает крест.
Достопримечательность города, одна из двух имеющихся в городе часовен. На прилегающей к часовне территории в рамках программы «Окна в прошлое» установлен стилизованный информационный стенд.

## История

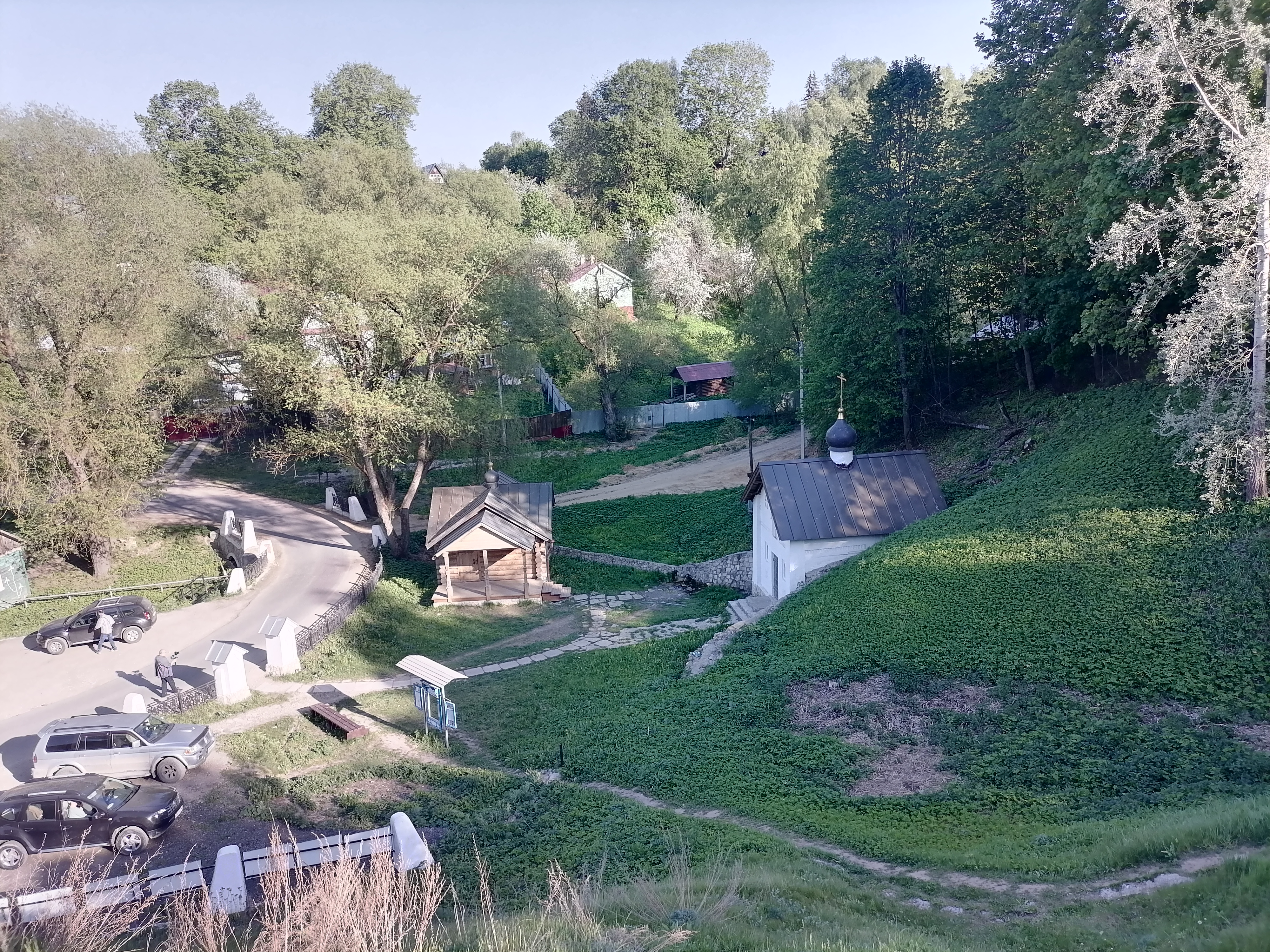
Вид на улицу Ефремова, Игумнов овраг, купальню и Часовню Боголюбской иконы от дома А. Виноградова. 2023

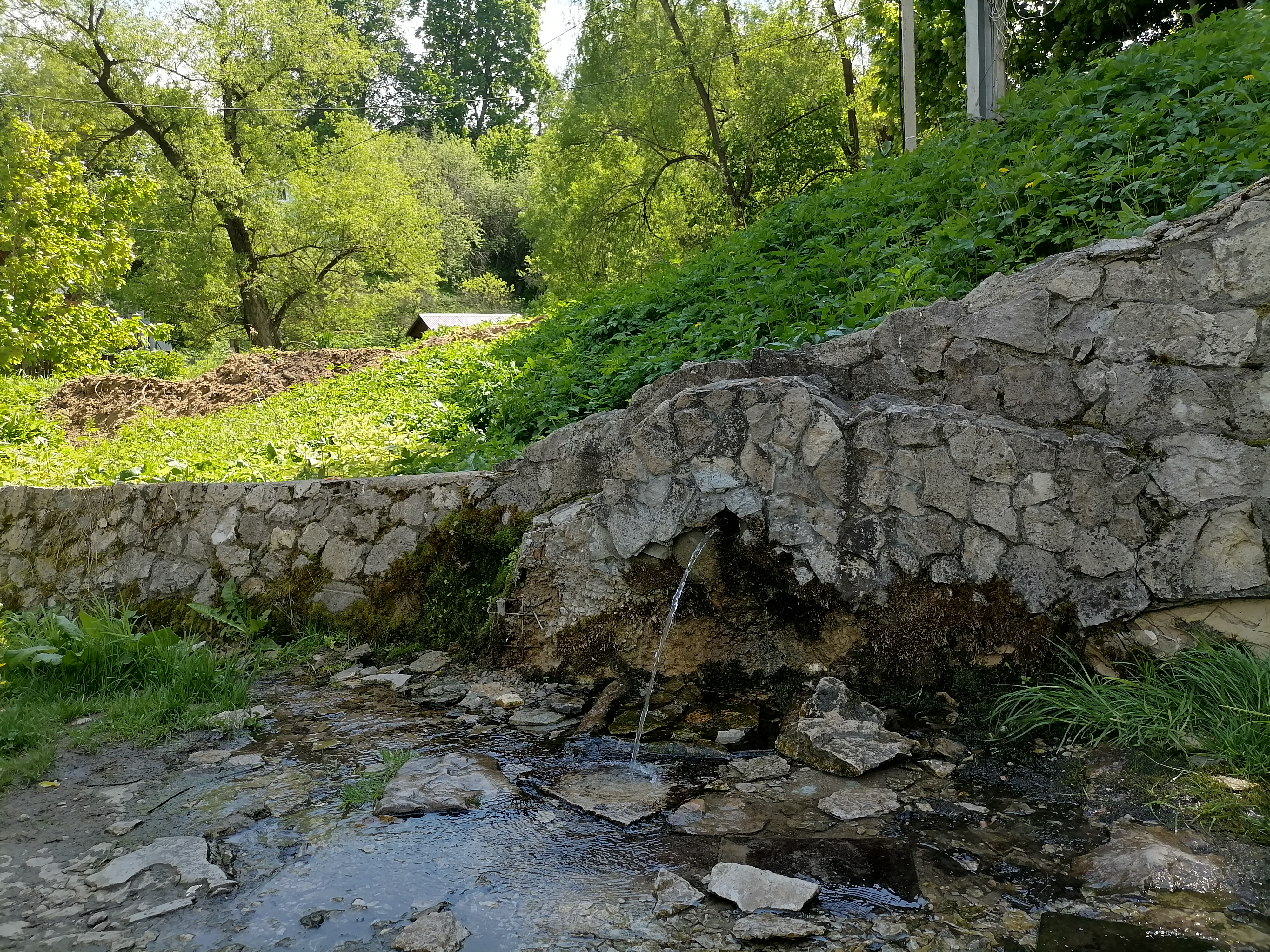
Источник

Считается, что название месту расположения часовни — Игумнов овраг — дала знаменитая тарусская жительница русская поэтесса Марина Цветаева (1892—1941).
Источник в Игумновом овраге снабжал питьевой водой жителей Тарусы издавна (родник упоминается с 1650-х годов). Возможно, источник посещал во время своего приезда в город в 1654 году Патриарх Антиохийский Макарий. С 1853 года на 1 июля (по н. ст.) от источника начинался городской крестный ход, с торжественным выносом Боголюбской иконы Божией Матери, почитавшейся избавительницей города от холеры во время эпидемии в 1848 году. В советское время из-за полного отсутствия в городе (и в районе) действующих церквей на праздник Крещения Господня жители со всего города собирались к полуночи к источнику за крещенской водой.
До рубежа 1950—1960-х годов был основным её источником для горожан — в городе не было водопровода.
В послевоенные годы проблемы водоснабжения горожан стала особенно острой, большое участие в её решении принял известный советский писатель Константин Паустовский, приобретший дом в Тарусе и живший здесь с 1955 года. В своём обращении в государственные органы через газету «Правда» он указывал, что существующие в городе источники воды были оборудованы ещё в XVIII веке при императрице Екатерине II, в зимнее время доставка воды превращается в тяжёлое испытание для жителей города, особенно пожилых женщин, вынужденных по несколько километров, зимой по обледенелым подъёмам и спускам тащить бидоны и кадки с водой на санках, а летом нести её в вёдрах на коромыслах:

«Вода здесь на вес золота. А готовый проект хорошего водопровода спокойно отлёживается на утверждении в Калуге…» К. Г. Паустовский. Письма в Правду.

Часовня возведена по проекту московского архитектора А. Любешкина в 2006—2009 годах, работы выполнила фирма «Стройиндустрия» в сложных условиях заболоченности грунта, финансирование работ осуществлено на пожертвования прихожан, частных лиц, организаций и частных предпринимателей, бесплатное использование строительной техники обеспечили городские власти. В 2007 году была заасфальтирована ведущая к часовне дорога.
Внутри часовни сохранилась двадцатиметровая каптажная штольня вглубь крутого склона оврага в водоносный слой. Закладной камень на месте будущего строительства был положен 12 июля 2006 года, в день памяти апостолов Петра и Павла. Освящение часовни прошло 18 января 2009 года. Купальня была открыта на праздник Крещение Господне 2008 года.
После возобновления богослужения в близ расположенной Церкви Воскресения Христова (1988), на праздник Крещения Господне на источнике совершается Великое освящение воды.
В 2020 году депутаты Тарусской городской думы решили улицам, переименованным в советское время в честь русских революционеров, деятелей международного коммунистического движения, советской символики, вернуть их исторические названия, и улице Каляева — Боголюбская.
В 2022 году в овраге возле купальни местными жителями обустроена выставка фотоматериалов о старой Тарусе.